# Индустрия (Ленинск-Кузнецкий городской округ)
Индустрия — посёлок при станции в Ленинск-Кузнецком городском округе Кемеровской области России.

## География
Индустрия расположена в юго-восточной части Кемеровской области и находится на берегу реки Иня.
Уличная сеть состоит из одного географического объекта: ул. Линейная.

## Население
| 2010 |
| ---- |
| 15   |

Национальный состав
Согласно результатам переписи 2002 года, в национальной структуре населения русские составляли 96 % от общей численности населения в 24 жителя

## Инфраструктура
железнодорожный транспорт

## Транспорт
В посёлке имеется одноименный железнодорожный разъезд (ранее — станция).
Автодорога разъезд Индустрия — Никитинский